# Eduardo Picher Peña
Eduardo Picher Peña (* 12. August 1920 in Lima; † 30. November 2002) war ein peruanischer römisch-katholischer Geistlicher und Militärerzbischof von Peru.

## Leben
Eduardo Picher Peña besuchte das Colegio San Agustín in Lima. Anschließend studierte er Philosophie am Priesterseminar Santo Toribio de Mogrovejo in Lima und Katholische Theologie an der Pontificia Universidad Católica de Chile in Santiago de Chile. Zudem absolvierte er an der Universität Freiburg (Schweiz) ein Studium der Politischen Soziologie. Am 23. September 1944 empfing er in Santiago de Chile durch den Erzbischof von Santiago de Chile, José María Caro Rodríguez, das Sakrament der Priesterweihe für das Erzbistum Lima. Später war Picher Peña als Generalsekretär des peruanischen Caritasverbandes tätig. Zudem war er Delegat des Erzbistums Lima bei der lateinamerikanischen Konföderation der Katholischen Aktion. Außerdem lehrte er an der Escuela Nacional de Servicio Social der Päpstlichen Katholischen Universität von Peru in Lima.
Am 3. August 1967 ernannte ihn Papst Paul VI. zum ersten Bischof von Callao. Der Erzbischof von Lima, Juan Kardinal Landázuri Ricketts OFM, spendete ihm am 8. September desselben Jahres die Bischofsweihe; Mitkonsekratoren waren der Weihbischof in Lima, Fidel Mario Tubino Mongilardi, und der Prälat von Ayaviri, José Juan Luciano Carlos Metzinger Greff SSCC. Sein Wahlspruch Ubi caritas, ibi Dominus („Wo die Liebe ist, da ist der Herr“) stammt aus der Antiphon Ubi caritas der Gründonnerstagsliturgie.
Papst Paul VI. bestellte ihn am 31. Mai 1971 zum Erzbischof von Huancayo. Die Amtseinführung erfolgte im Juni 1971. Picher Peña initiierte die Gründung mehrerer Vereinigungen von Gläubigen und Bruderschaften. Ein weiterer Schwerpunkt seines bischöflichen Wirkens bestand in der Unterstützung der Armen. Darüber hinaus lehrte Picher Peña als Erzbischof auch Kanonisches Recht am Priesterseminar San Pío X. in Huancayo. Ferner engagierte er sich in der Hermandad de Culto, Cargadores y Sahumadoras del Señor del Mar. Am 14. Juni 1984 ernannte ihn Papst Johannes Paul II. zum Militärerzbischof von Peru und zum Titularerzbischof von Abitinae.
Auf überdiözesaner Ebene wirkte Picher Peña überdies als nationaler Assessor der Nationalen Vereinigung der katholischen Studenten Perus und des Katholischen Konsortiums der Ingenieure von Lima. Zudem fungierte er beim Lateinamerikanischen Bischofsrat (CELAM) als stellvertretender Sekretär für die Sozialpastoral. Außerdem gehörte er dem Nationalen Rat für Film- und Fernsehzensur an.
Am 6. Februar 1996 nahm Papst Johannes Paul II. das altersbedingte Rücktrittsgesuch von Eduardo Picher Peña an. Picher Peña starb im November 2002 im Alter von 82 Jahren und wurde in der Krypta der Kathedrale San José in Callao beigesetzt.